# Казалолдо
Казалолдо (итал. Casaloldo) је насеље у Италији у округу Мантова, региону Ломбардија.
Према процени из 2011. у насељу је живело 2026 становника. Насеље се налази на надморској висини од 47 м.

## Становништво
| 1936. | 1951. | 1961. | 1971. | 1981. | 1991. | 2001. | 2011. |
| ----- | ----- | ----- | ----- | ----- | ----- | ----- | ----- |
| 2.036 | 1.985 | 1.802 | 1.757 | 1.878 | 1.925 | 2.174 | 2.621 |